# 英國鐵路484型電動列車
英國鐵路484型電動列車（英語：British Rail Class 484）是一款投放於英國懷特島郡行走的電動列車。該款列車與英國鐵路230型柴油列車同屬由Vivarail公司改造倫敦地鐵D78型電動列車而成的D-Train系列列車。

## 背景
懷特島上現存的常規鐵路線—海島線，乃由島上主要渡輪碼頭所在的賴德鎮，沿島嶼東岸向南延伸。由於該線穿越賴德鎮的一段隧道，空間比英國本土的鐵路隧道狹小，因此需使用體積較小的列車行走。自1967年電氣化以來，海島線一直使用倫敦地鐵的退役列車提供服務。
首兩代電動列車──英國鐵路485/486型電動列車及英國鐵路483型電動列車，在運抵懷特島時已屆50高齡，而它們在島上又先後行走了20—30年。及至2010年代，483型列車已屆80高齡，是英國境內車齡最高的常規載客列車。483型列車至其服役末期已嚴重老化，原有共十列列車一度只餘一列可供外出行走。當地持份者對海島線的未來狀況表示關注，並曾提出各種方案取代老化的鐵路，包括將鐵路線改建為電車或公車捷運系統等。

## D-Train
2010年代，有三款倫敦地鐵列車先後退役，分別是行走大都會線的A60/62型列車、行走環線與漢默史密斯及城市線的C69/77型列車，以及行走區域線的D78型列車。奇爾特恩鐵路前主席艾德里安·舒塔有見最後退役的D78型列車仍未達到使用年限，遂成立VivaRail公司，購入退役的D78型列車車廂，將之改裝及翻新後，命名為D-Train，為英國各地較偏遠的路線提供全新列車以外的另一選擇。
最初改造的列車裝設柴油引擎，編號為230型，分別獲得西密德蘭列車以及威爾斯交通局鐵路採購。
與此同時，Vivarail亦向其他鐵路營運商推銷D-Train。2018年，網上有傳言指西南鐵路公司派人向Vivarail接洽，研究以D-Train行走海島線的可行性。2019年9月，西南鐵路公司正式宣佈投資2600萬英鎊更新海島線，其中包括向Vivarail購入5列2節車廂的D-Train。由於海島線本身已經電氣化，因此這5列D-Train仍會以軌道供電為動力，而其車型編號—484，亦與其所取代的483型列車看齊（以4字開頭，代表直流電氣化列車），而與其他D-Train的編號（以2字開頭，代表柴電列車）不同。
首列484型列車於2020年11月19日運抵懷特島，其餘列車則於2021年夏季開始陸續運往懷特島並進行測試。有關當局原擬於2021年3月重開鐵路，但因2019冠狀病毒病英國疫情等因素而出現延宕，直至2021年11月1日起配合懷特島鐵路重開而正式投入服務。